# Teatr Wielki (Warschau)
Das Teatr Wielki (deutsch Großes Theater) ist das größte Theater in Warschau. Es beherbergt die Nationaloper (Opera Narodowa) und das Nationaltheater (Teatr Narodowy) Polens.

## Geschichte

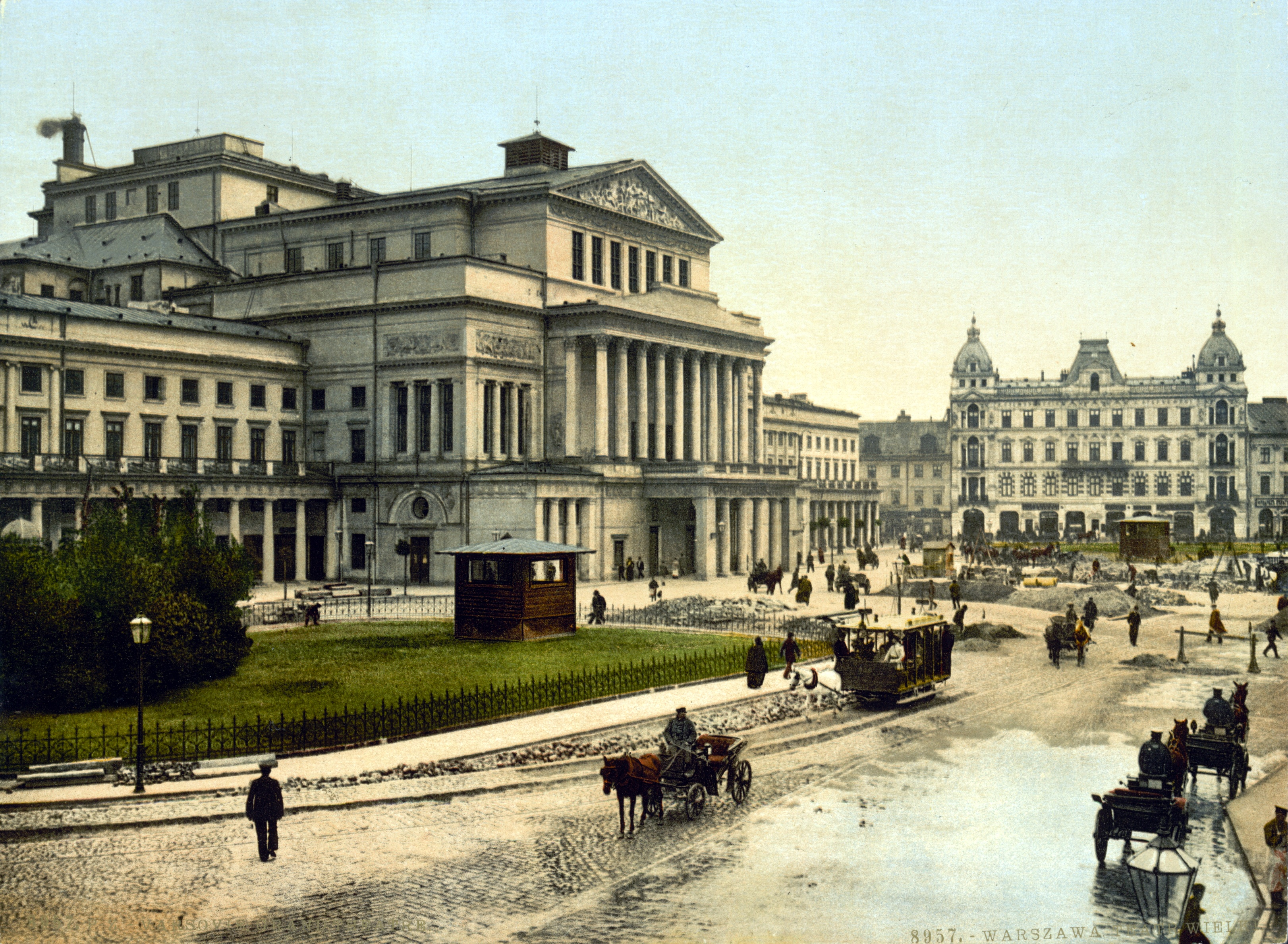
Das Teatr Wielki um 1900

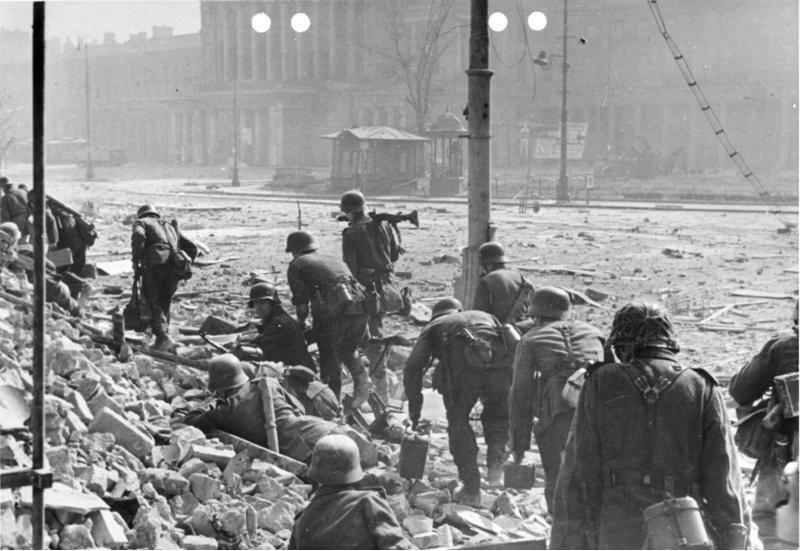
Deutsche Soldaten am Theater, Warschauer Aufstand 1944

Das Teatr Wielki wurde in den Jahren 1825–1833 nach Plänen des italienischen Architekten Antonio Corazzi errichtet und sollte ursprünglich den Namen ‚Nationaltheater‘ (Teatr Narodowy) erhalten. Nach der Niederschlagung des Novemberaufstands von 1830 musste auf diesen Namen zugunsten des noch heute gebräuchlichen verzichtet werden. Das Haus wurde am 24. Februar 1833 mit einer Aufführung von Rossinis Il barbiere di Siviglia eingeweiht. In der Zeit bis zum Zweiten Weltkrieg war es Stätte fast aller Uraufführungen polnischer Opern und Ballette, so der Werke Moniuszkos und Szymanowskis. 1836 entstand im rechten Flügel des Gebäudes das Teatr Rozmaitości, ein Theater mit 800 Plätzen für Sprechtheateraufführungen, das 1924 Stammbühne des Nationaltheaters wurde.
Das Gebäude wurde von der deutschen Wehrmacht während des Zweiten Weltkriegs bis auf Reste der Fassade zerstört. In den Nachkriegsjahren benutzten Nationaloper und -theater verschiedene Ausweichquartiere. 1949 konnte im wiederhergestellten Nationaltheater der Spielbetrieb wieder aufgenommen werden. Für den Neubau der Nationaloper wurde 1951 ein Wettbewerb ausgelobt, den der Architekt Bohdan Pniewski gewann. So wurde unter der technischen Leitung von Arnold Szyfman ein Neubau errichtet, der am 19. November 1965 eingeweiht wurde. Dabei wurden der neue Zuschauerraum und die Bühne für die Oper hinter das ursprüngliche Gebäude gelegt, was Platz für eine gigantische Bühne mit 50 m Höhe und 54 m Bühnentiefe ermöglichte. Aus den Ballsälen hinter den Flügeln der Fassade wurde das Theatermuseum, unter dem Dach des ursprünglichen Bühnenturms wurde eine Kammerbühne untergebracht, darunter das äußerst raumgreifende Foyer der Oper. Außerdem wurden umfangreiche Räume für Proben sowie die 28 verschiedenen Werkstätten errichtet, so u. a. ein Orchesterprobenraum unter dem Zuschauerraum, Ballettsaal und Chorsaal sowie ein kreisrunder Malersaal über dem Zuschauerraum.
Im März 1985 brannte das Nationaltheater im westlichen Flügel aus. Der Wiederaufbau dauerte knapp 12 Jahre und endete nach der politischen Wende 1996, am 19. November 1997 wurde es mit Noc listopadowa (‚Novembernacht‘) von Stanisław Wyspiański wiedereröffnet. Im selben Jahr wurde auch auf der gegenüberliegenden Seite des Platzes der Neubau des Jabłonowski-Palastes abgeschlossen.
Im Jahre 2002 wurde die Hauptfassade des Theatergebäudes mit einer bronzenen Quadriga gekrönt. Die Quadriga war schon im 19. Jahrhundert vom Antonio Corazzi vorgesehen, wurde aber erst im 21. Jahrhundert verwirklicht.

## Heutige Nutzung

### Opera Narodowa
Die polnische Nationaloper spielt mit gut 1000 Angestellten Opern- und Ballettaufführungen. Sie unterhält das 102-köpfige Orchester der Nationaloper, einen 97 Mitglieder zählenden Opernchor, den Kinderchor Alla Polacca und eine Ballettkompanie mit rund 80 Tänzerinnen und Tänzern. Die Leitung des Hauses liegt in den Händen des Generaldirektors Waldemar Dąbrowski, des Chefdirigenten Evgeny Volynsky und des künstlerischen Direktors Mariusz Treliński.

### Teatr Narodowy
Das Nationaltheater, das mit etwa 65 Schauspielern neben der Hauptbühne im Teatr Wielki auch kleinere Spielstätten außerhalb des Hauses bespielt, steht unter der künstlerischen Leitung von Jan Englert.

### Theatermuseum
Etwa 200.000 Stücke verzeichnet die Sammlung des Museums, das tagsüber, aber auch während der Opernaufführungen geöffnet ist. Neben Gemälden, Skulpturen, Fotos, Entwurfszeichnungen und Modellen, Kostümen, Programmen und Plakaten archiviert es auch den Nachlass zahlreicher berühmter Sänger, Tänzer, Schauspieler und Bühnenbildner, zum Beispiel von Jan Kiepura und Helena Modrzejewska.

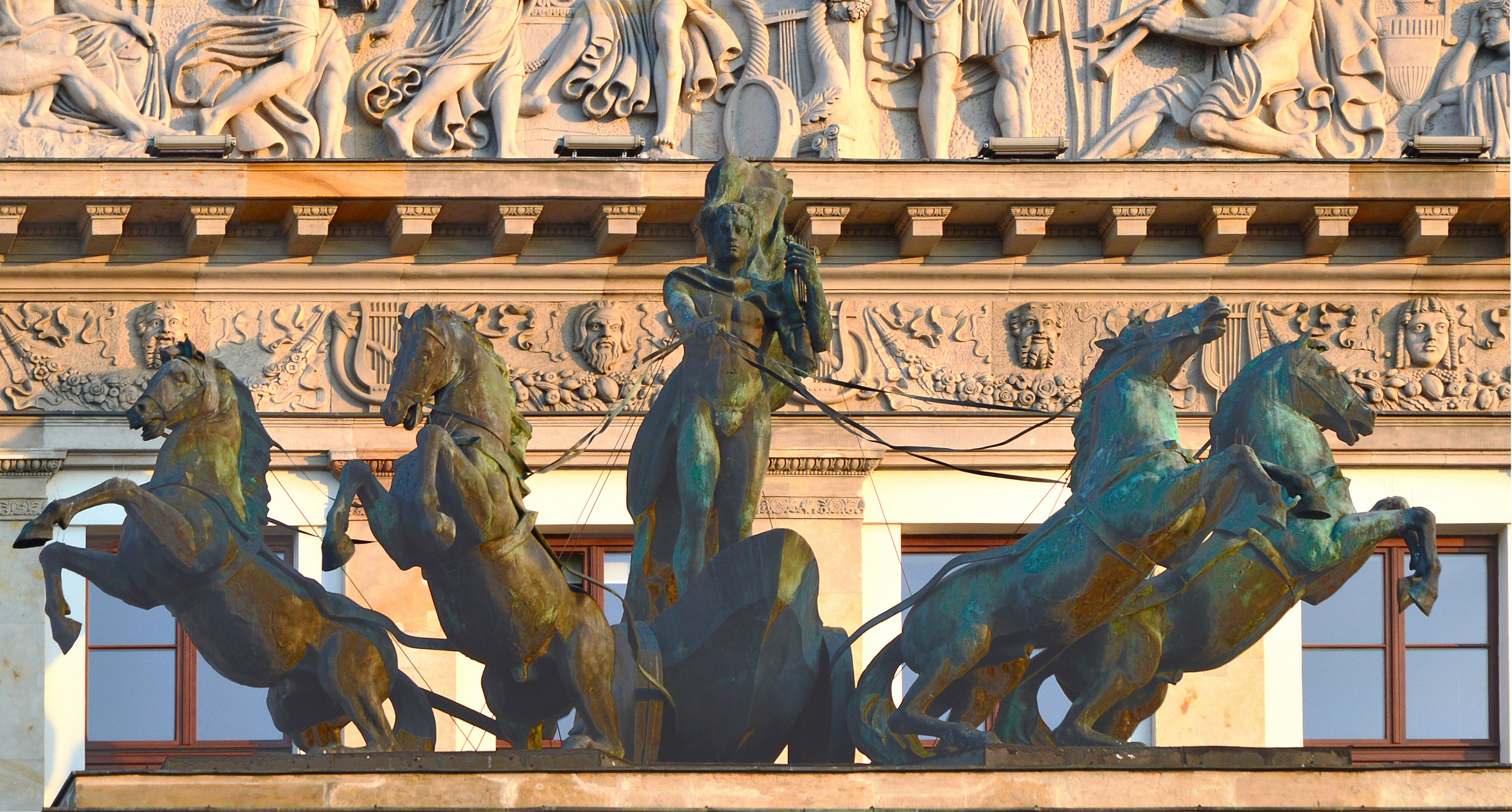
Quadriga

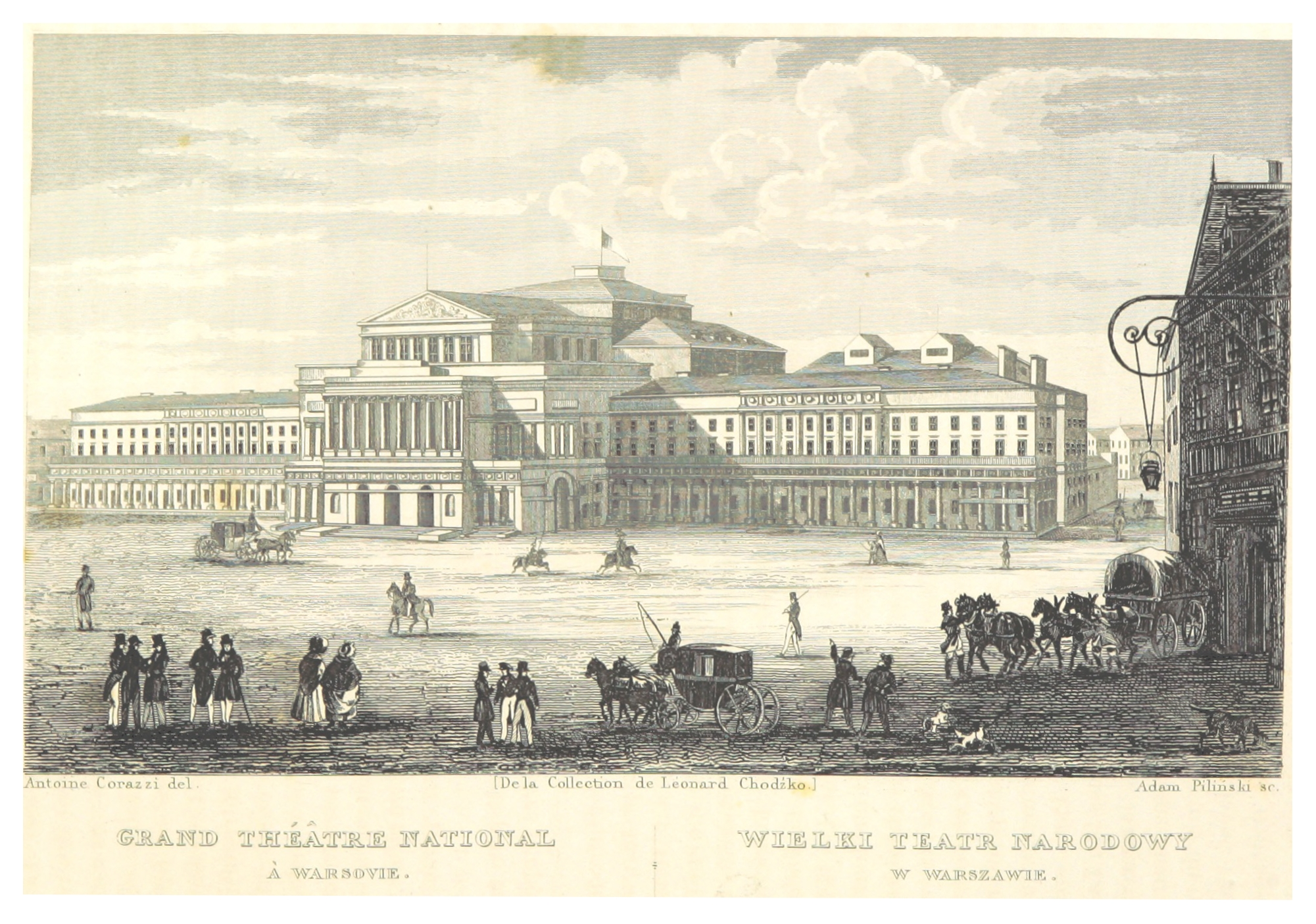
Ansicht um 1839
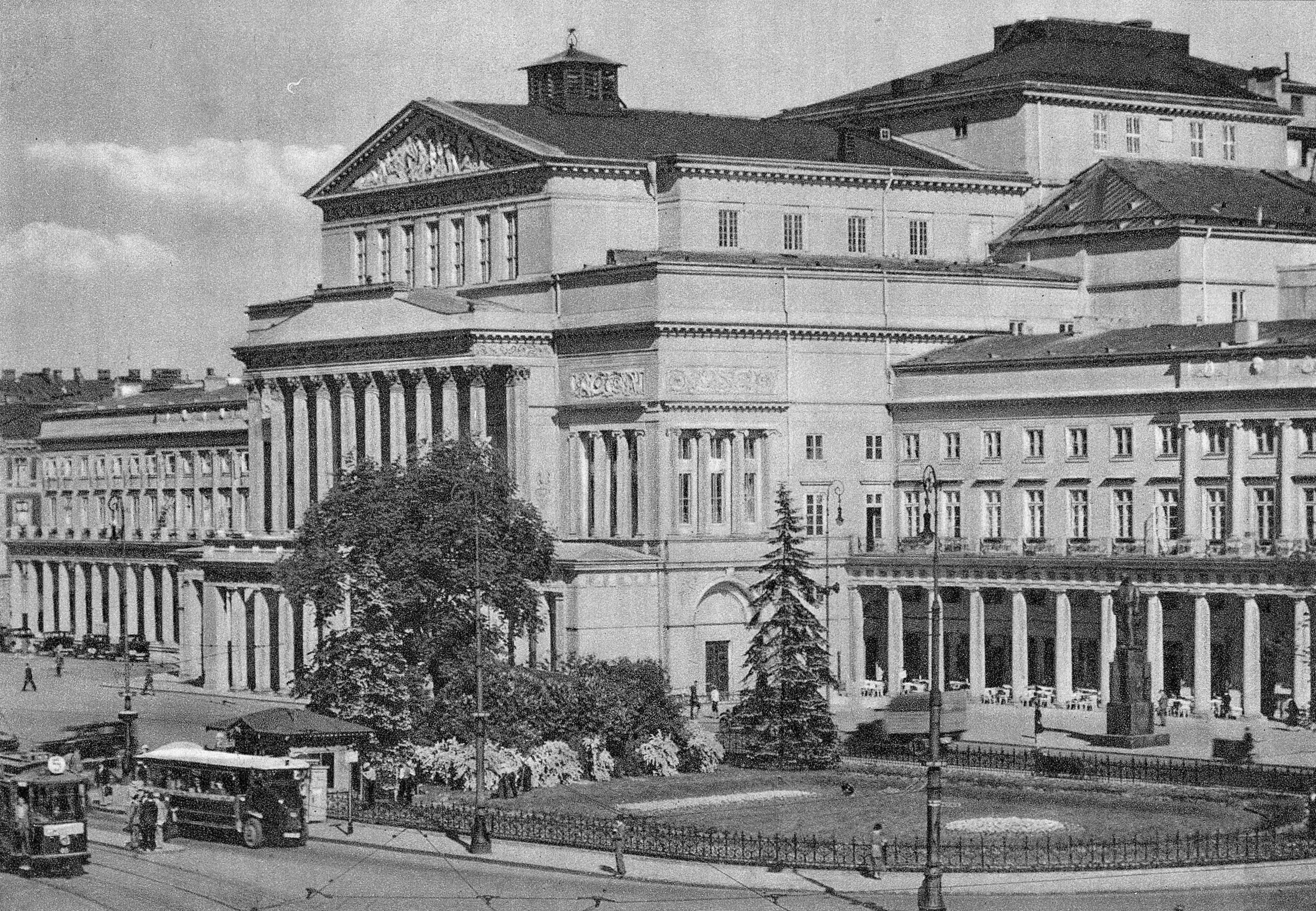
Teilansicht um 1939